# Roberto Pangaro
Roberto Pangaro (* 6. Juli 1950 in Triest) ist ein ehemaliger italienischer Schwimmer. Er gewann bei Schwimmweltmeisterschaften eine Bronzemedaille und bei Schwimmeuropameisterschaften eine Silbermedaille. Bei Mittelmeerspielen erschwamm er zwei Goldmedaillen, eine Silbermedaille und zwei Bronzemedaillen.

## Karriere
Der 1,90 Meter große Pangaro schwamm für den Circolo Canottieri Aniene 1892 in Rom. Er gewann zwanzig italienische Meistertitel in Einzelwettbewerben. In den Jahren von 1970 bis 1977 verbesserte er den italienischen Rekord über 100 Meter Freistil zehnmal.
Seine erste internationale Endlaufplatzierung erreichte Pangaro bereits bei den Schwimmeuropameisterschaften 1966, als er Siebter mit der 4-mal-100-Meter-Freistilstaffel wurde. 1971 bei den Mittelmeerspielen in Izmir wurde Roberto Pangaro über 100 Meter Freistil Dritter hinter seinem Landsmann Fabrizio Nardini und dem Spanier Jorge Comas. Mit der 4-mal-100-Meter-Staffel gewann Pangaro Silber hinter den Spaniern. Die italienische 4-mal-200-Meter-Staffel siegte vor den Spaniern. 1972 konnte sich Pangaro bei den Olympischen Spielen 1972 in München als 27. über 100 Meter Freistil und als 30. über 200 Meter Freistil nicht für die nächste Runde qualifizieren. Die italienische 4-mal-100-Meter-Freistilstaffel mit Roberto Pangaro, Paolo Barelli, Marcello Guarducci und Alberto Castagnetti verfehlte als Neuntschnellste der Vorläufe den Finaleinzug um 0,04 Sekunden. Die 4-mal-200-Meter-Freistilstaffel mit Roberto Pangaro, Arnaldo Cinquetti, Lorenzo Marugo und Riccardo Targetti schwamm im Vorlauf die elftbeste Zeit, hatte aber über fünfeinhalb Sekunden Rückstand auf die achtbeste Staffel.
Im Jahr darauf belegte die 4-mal-100-Meter-Freistilstaffel mit Pangaro, Castagnetti, Barelli und Guarducci den siebten Platz bei den Weltmeisterschaften 1973 in Belgrad. Den Einzug ins 100-Meter-Freistilfinale verfehlte Pangaro als Neunter der Vorläufe nur knapp. 1974 wurde Pangaro bei den Europameisterschaften in Wien Fünfter über 100 Meter Freistil und Achter über 200 Meter Freistil. 1975 bei den Weltmeisterschaften in Cali wurde Pangaro Siebter über 100 Meter Freistil. Die 4-mal-100-Meter-Freistilstaffel mit Roberto Pangaro, Paolo Barelli, Claudio Zei und Marcello Guarducci gewann die Bronzemedaille hinter den Staffeln aus den Vereinigten Staaten und der Bundesrepublik Deutschland. Über 200 Meter Freistil und mit der 4-mal-200-Meter-Freistilstaffel wurde Pangaro in Cali Neunter. Einen Monat nach den Weltmeisterschaften begannen in Algier die Mittelmeerspiele 1975. Über 200 Meter Freistil wurde Pangaro Dritter hinter Marcello Guarducci und dem Jugoslawen Sandro Rudan. Mit der 4-mal-100-Meter-Freistilstaffel erhielt Pangaro die Goldmedaille.
Bei den Olympischen Spielen 1976 in Montreal schied Pangaro über 200 Meter Freistil als 20. der Vorläufe aus. Die italienische 4-mal-200-Meter-Freistilstaffel mit Guarducci, Pangaro, Barelli und Paolo Revelli schwamm auf den achten Platz. Schließlich verfehlte Pangaro als Zehnter des Halbfinales den Finaleinzug über 100 Meter Freistil. Bei den Europameisterschaften 1977 in Jönköping gewann die 4-mal-100-Meter-Freistilstaffel in der Besetzung Roberto Pangaro, Paolo Revelli, Paolo Sinigaglia und Marcello Guarducci die Silbermedaille hinter dem Quartett aus der Bundesrepublik Deutschland.